# Iglesia nacional presbiteriana de México

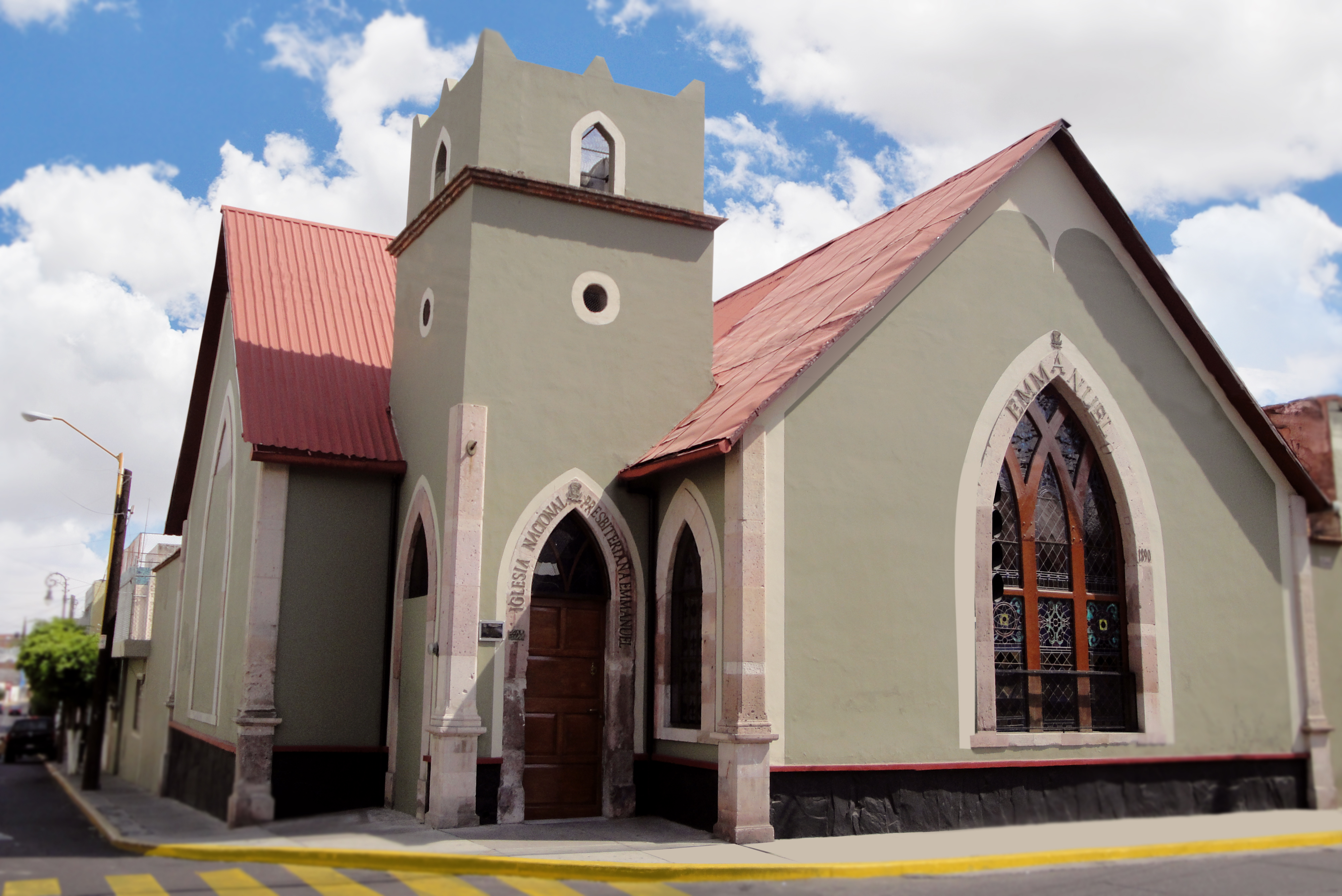
Templo de la Iglesia Nacional Presbiteriana Emmanuel, fundada en mayo de 1890 en Aguascalientes, Ags. México.

La Iglesia Nacional Presbiteriana de México (abreviada INPM) es una organización cristiana presbiteriana de México.
La Secretaría de Gobernación a través de la Dirección General de Asociaciones Religiosas le otorgó el Registro Constitutivo SGAR/126/93 y autorizó su nombre, agregando en un principio las palabras abreviadas Asociación Religiosa quedando de la siguiente manera: Iglesia Nacional Presbiteriana de México, A.R. por lo que esta organización utiliza este nombre en todos sus documentos oficiales.
Esta iglesia nació a partir del trabajo evangelizador y proselitista realizado por la Iglesia Presbiteriana del Norte y la Iglesia Presbiteriana del Sur de Estados Unidos, y más adelante de la Iglesia Reformada de América. En 1947, la Iglesia Presbiteriana de México llega a su mayoría de edad, y se organiza en noviembre de ese año la "Asamblea General de la Iglesia Nacional Presbiteriana de México".

## Historia

### Antecedentes

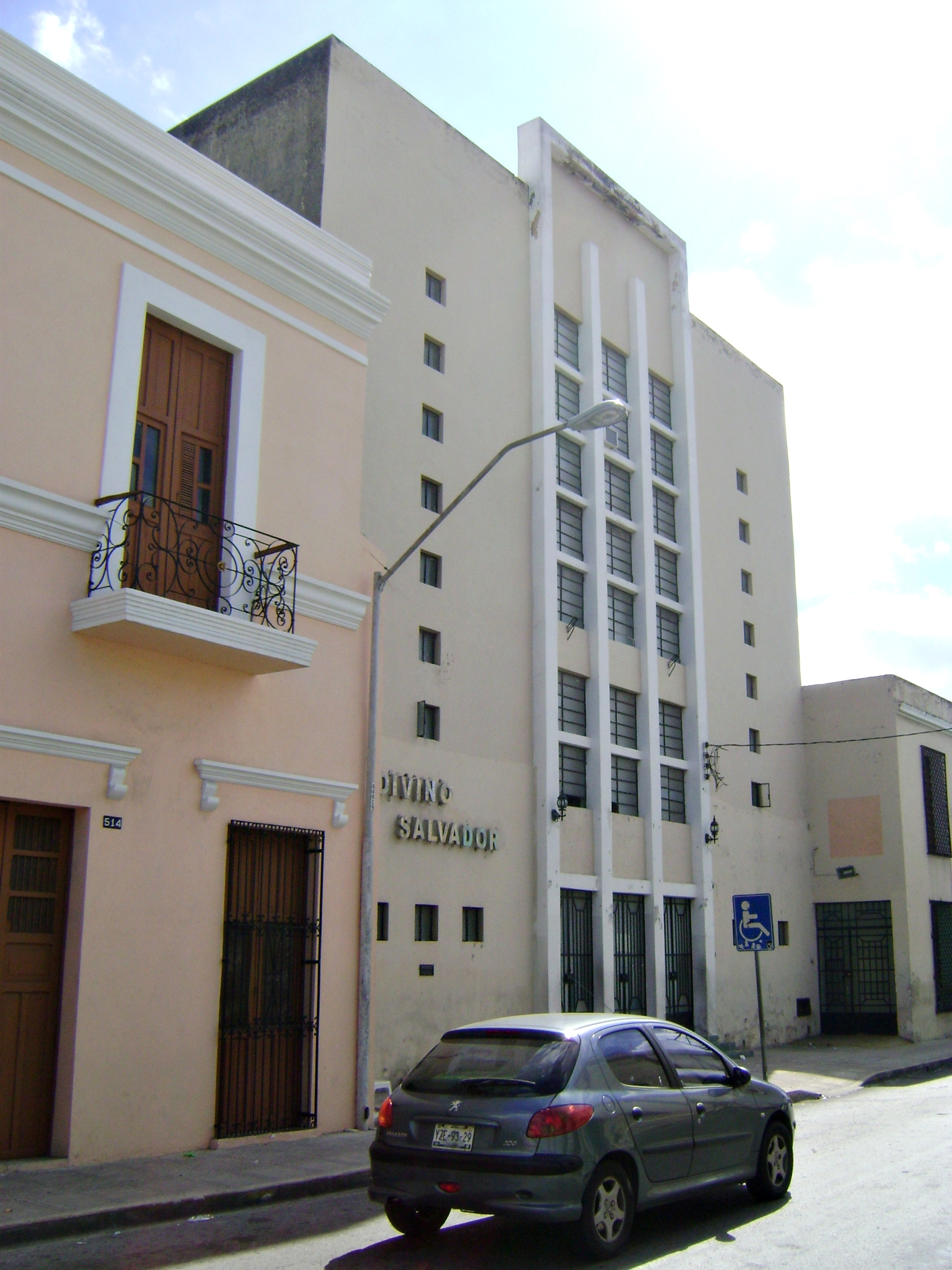
Iglesia Nacional Presbiteriana de México El Divino Salvador, Mérida, Yucatán.

Se considera el precursor del presbiterianismo en México al Dr. Julio Mallet Prevost quien empezó a predicar en 1867 en el norte del país y quien adquirió un templo católico llamado San Agustín en Zacateca, Zacatecas. Otros precursores son W.G Allen, Melinda Rankin quien fundó una escuela en Matamoros, Tamaulipas; el Rev. A. J. Park quien fundó la primera escuela presbiteriana en Cadereyta, Nuevo León y Arcadio Morales.
Se reconoce como fecha oficial el inicio de la iglesia presbiteriana en México el año 1872 cuando llegaron los primeros misioneros de Estados Unidos entre ellos Maxwell Phillips, Henry C. Thomson, P.E. Pilkin, M.N. Hutchinson, Tomás F. Wallace, Antonio T. Graybill, así como mujeres que en su mayoría eran esposas de los misioneros como Ana Virginia Greene, Wilma J. Brawn, Elizabeth M. Wallace, Anita R. Boyce, Tabitha Petran, Z.V. Myers, Juana Lorena Ross, J.O. Shelby e Isabella B. Brown. En Acapulco, Guerrero, aparecieron los primeros mártires de la iglesia presbiteriana como Abraham Gómez y otros. En Capulhuac, México fue asesinado Luis Gonzaga, en 1873; y en 1884 en Almoloya del Río, Nicanor Gómez.

### Formación

#### Primeras iglesias presbiterianas de México

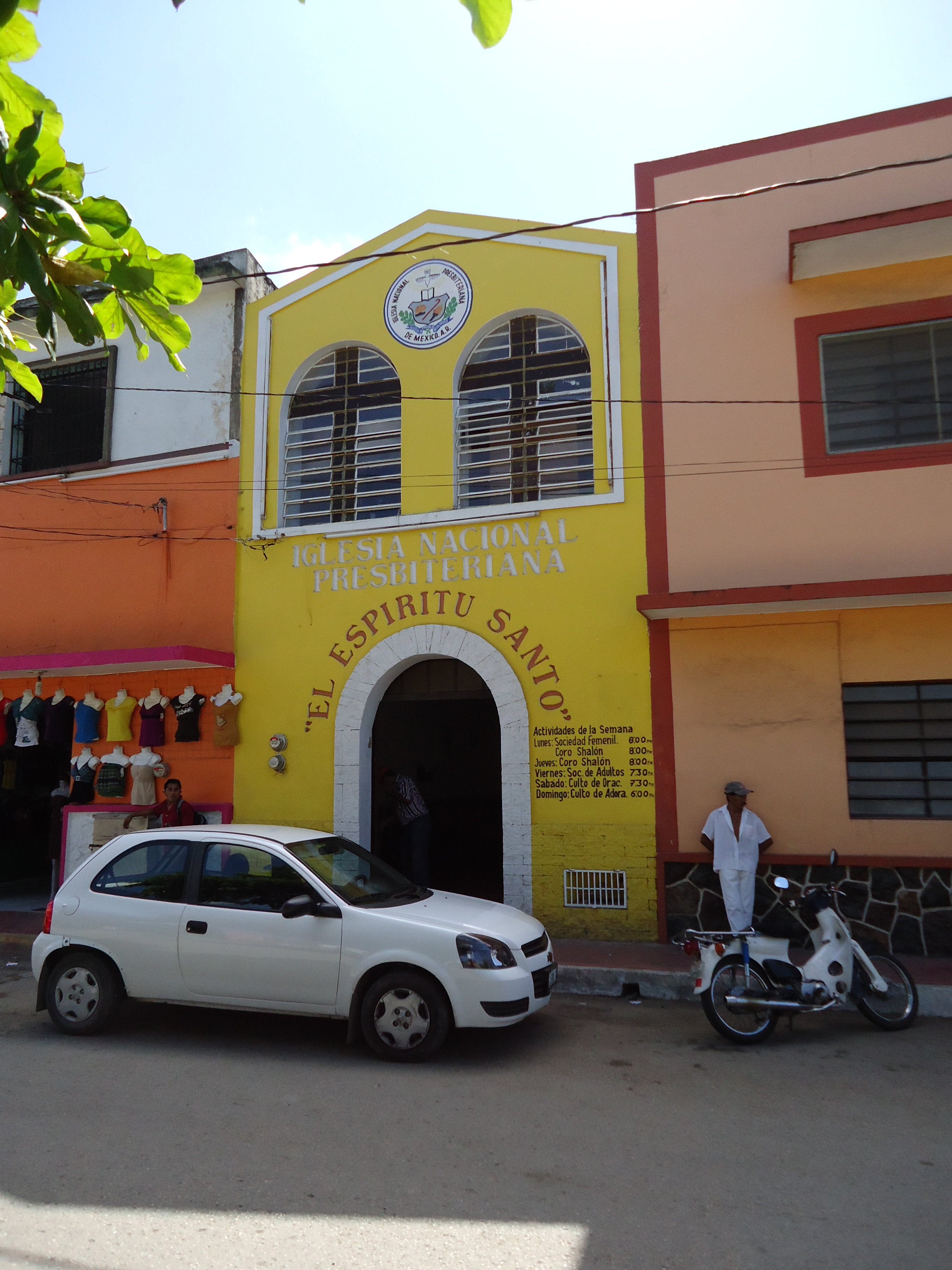
Iglesia Nacional Presbiteriana de México El Espíritu Santo, Tizimín, Yucatán.

En 1870 se estableció la primera Congregación Presbiteriana de México en Villa de Coss, Zacatecas la cual se organizó como iglesia el 25 de enero de 1875. En este último año se organizó la Congregación El Divino Salvador en la Ciudad de México, D.F. Y organizada posteriormente como iglesia el 8 de mayo de 1881 siendo su primer pastor Arcadio Morales. La segunda iglesia presbiteriana organizada como tal fue Príncipe de Paz el 21 de mayo de 1875 en Matamoros, Tamaulipas.

Templos de la Iglesia Nacional Presbiteriana de México, A.R.
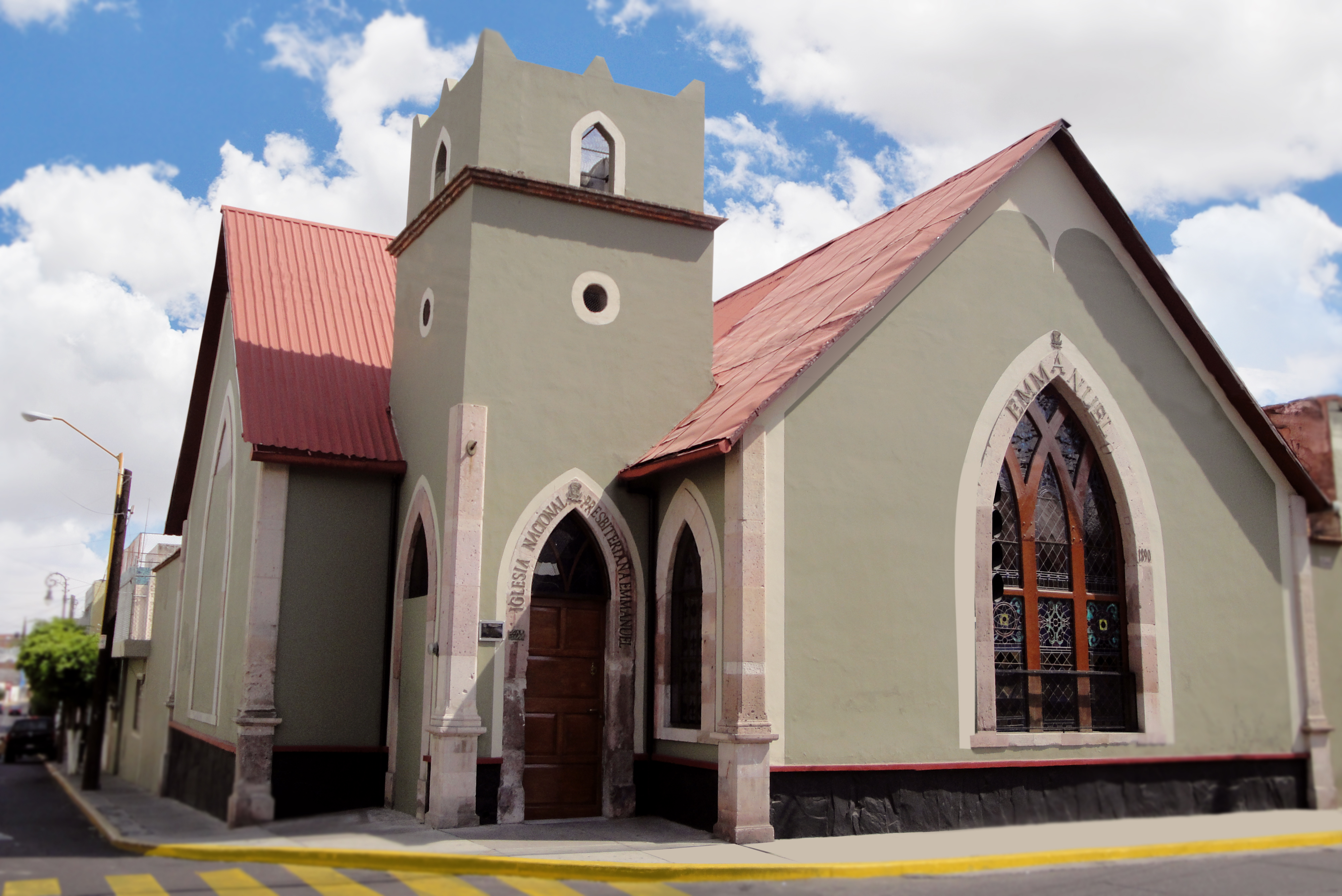
Templo de la Iglesia Nacional Presbiteriana de México en Aguascalientes (fundada en mayo de 1890)
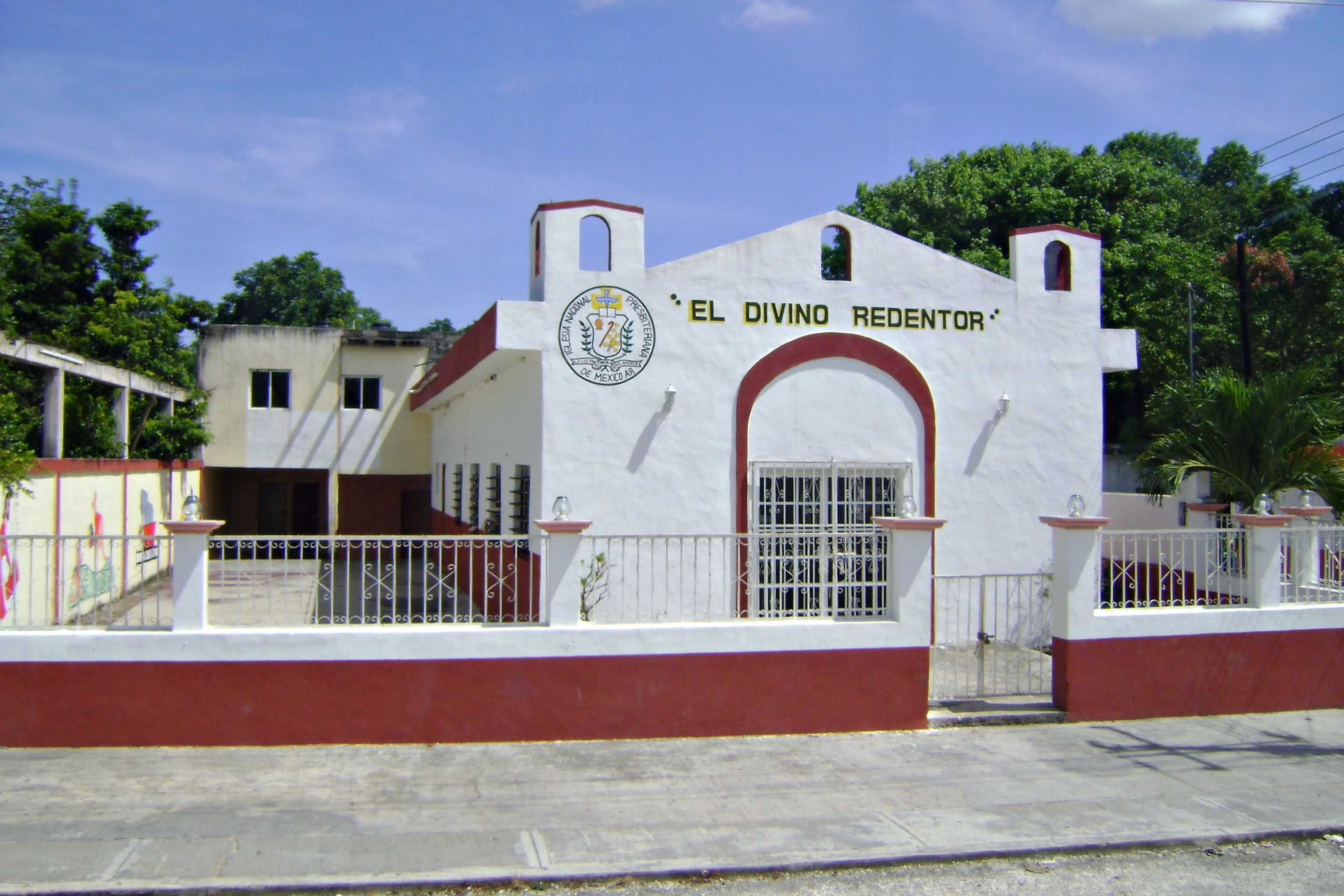
El Divino Redentor, Ignacio Zaragoza (km. 80), Quintana Roo
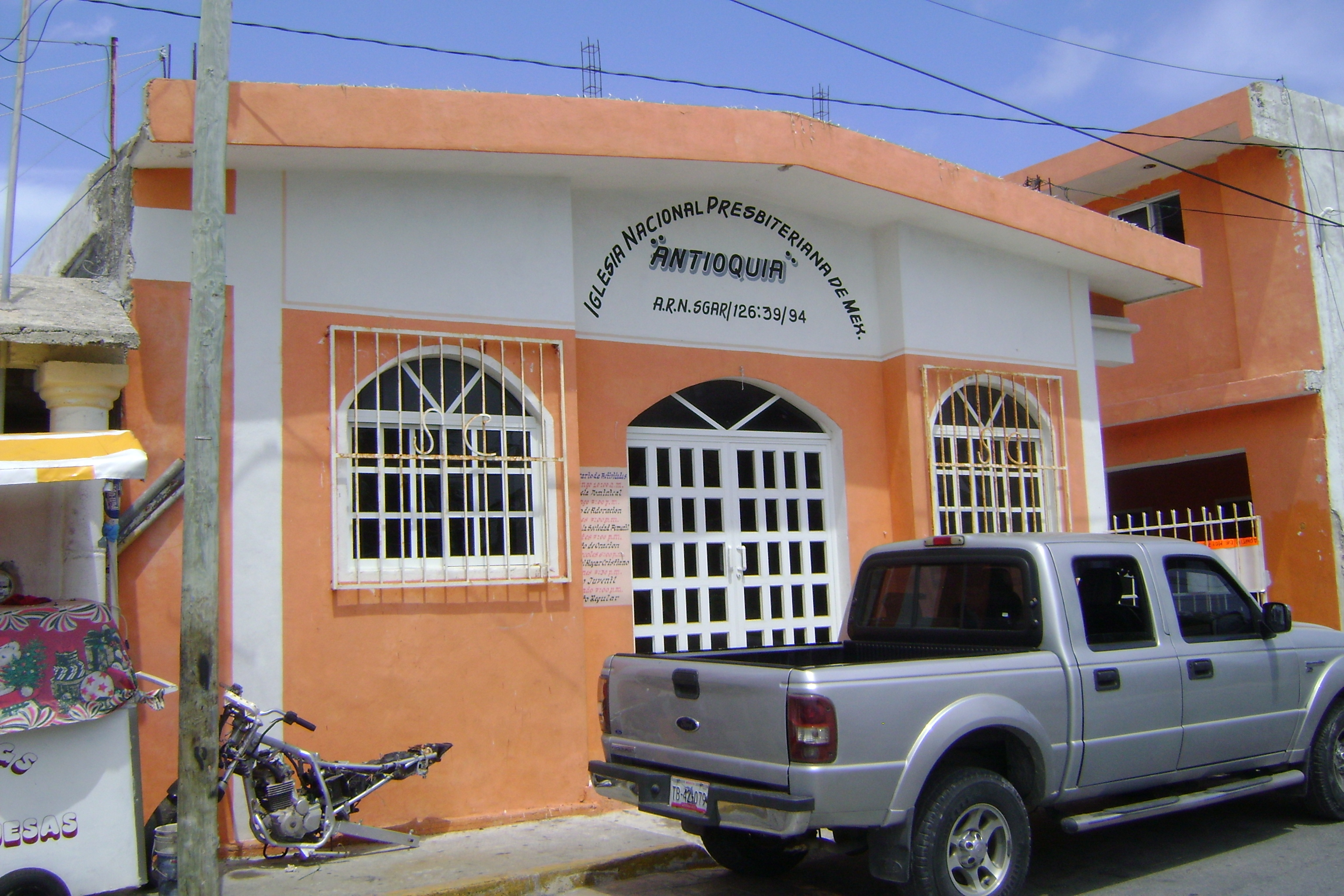
Antioquía, Isla Mujeres, Quintana Roo
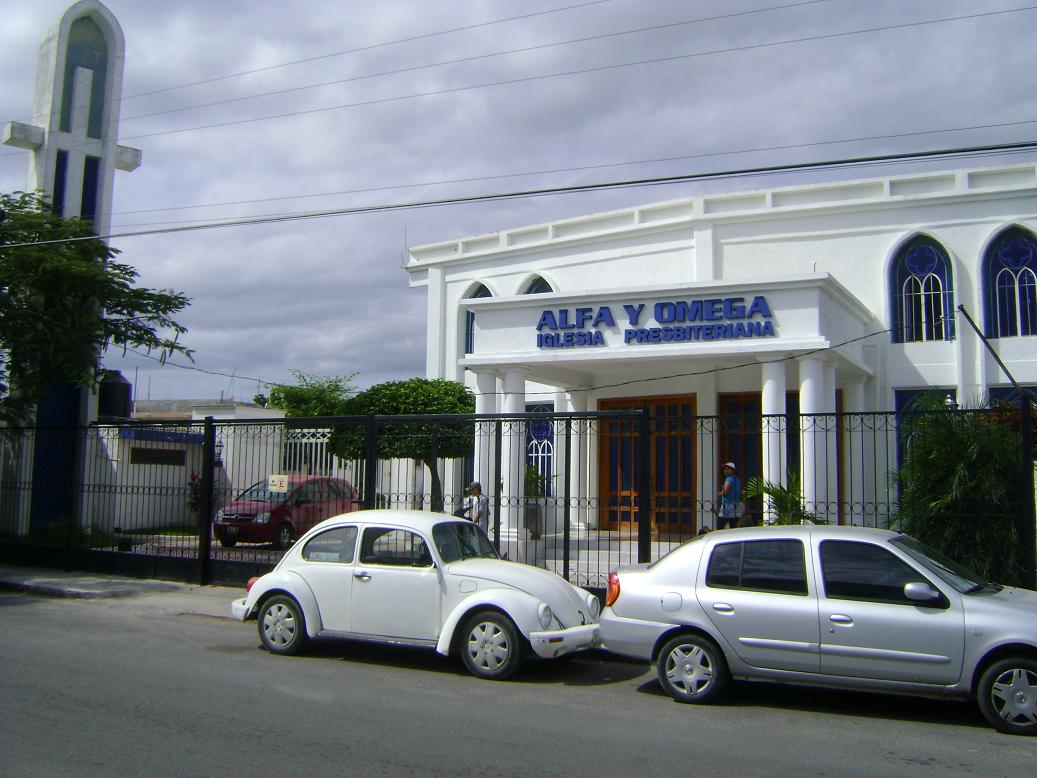
Alfa y Omega, Playa del Carmen, Quintana Roo
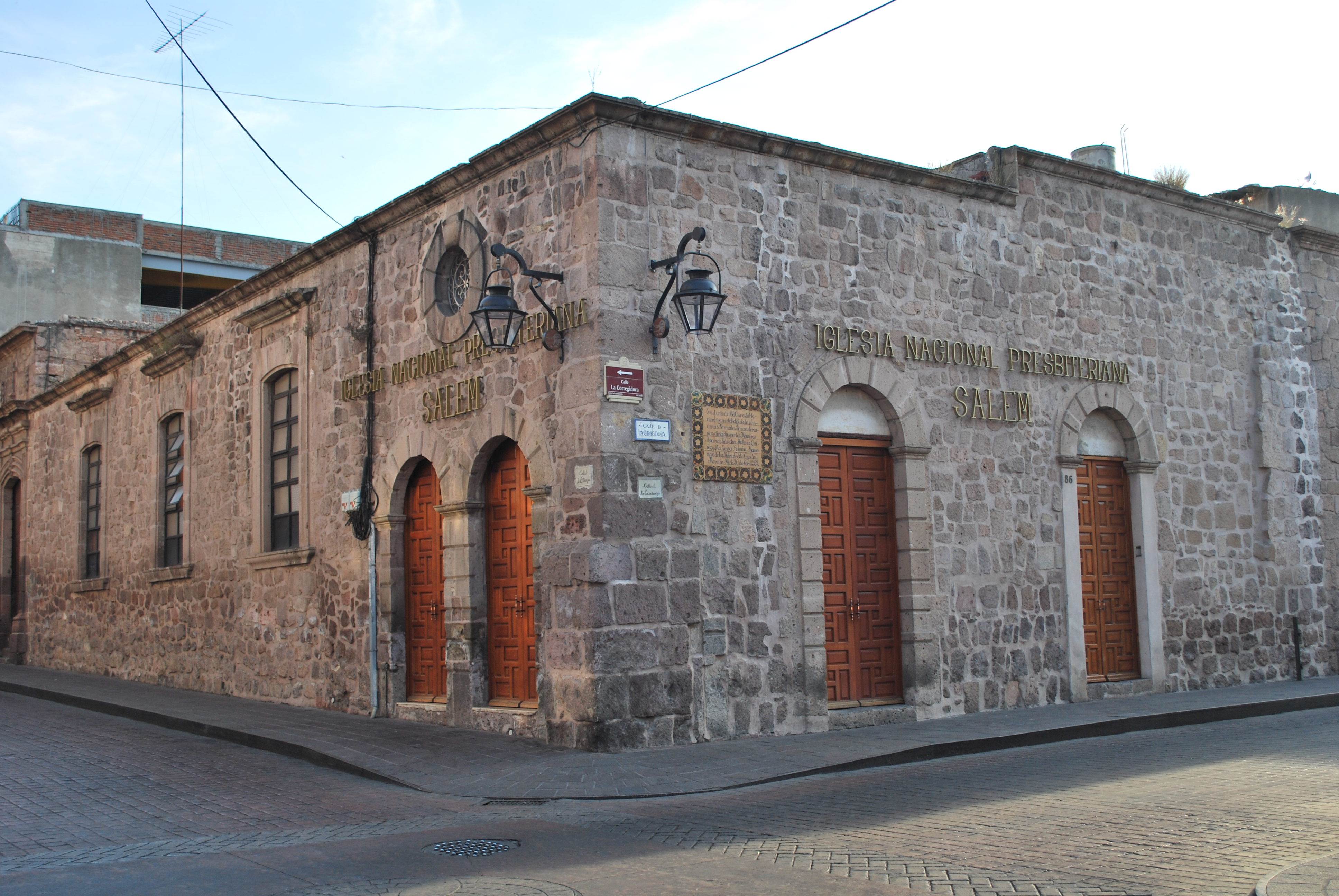
Salem, Morelia, Michoacán
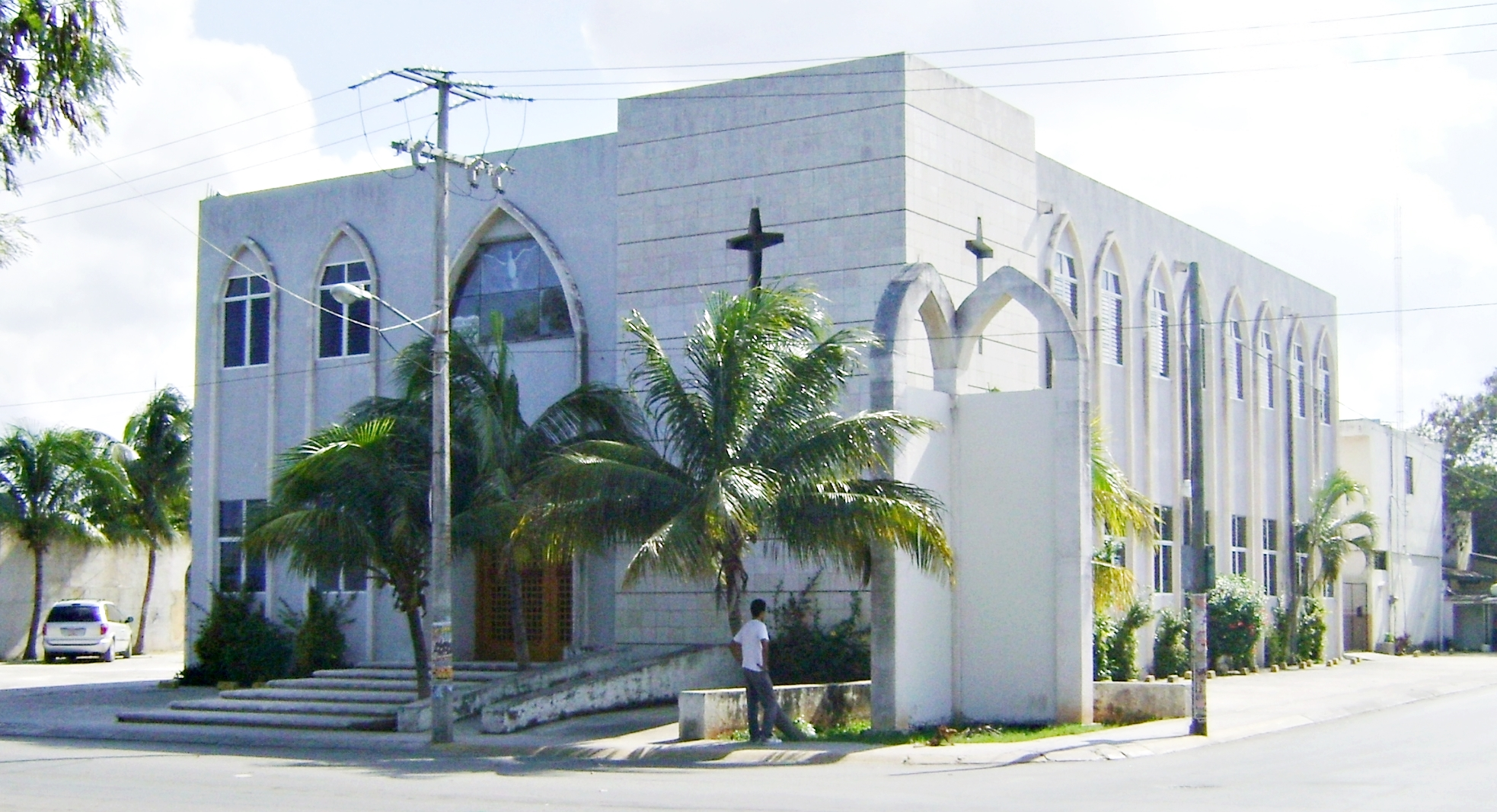
Emanuel, Cancún, Quintana Roo
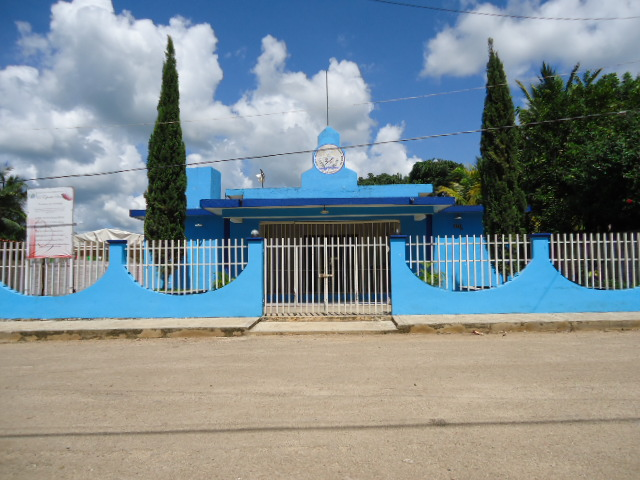
Espíritu Santo, Kantunilkín, Quintana Roo
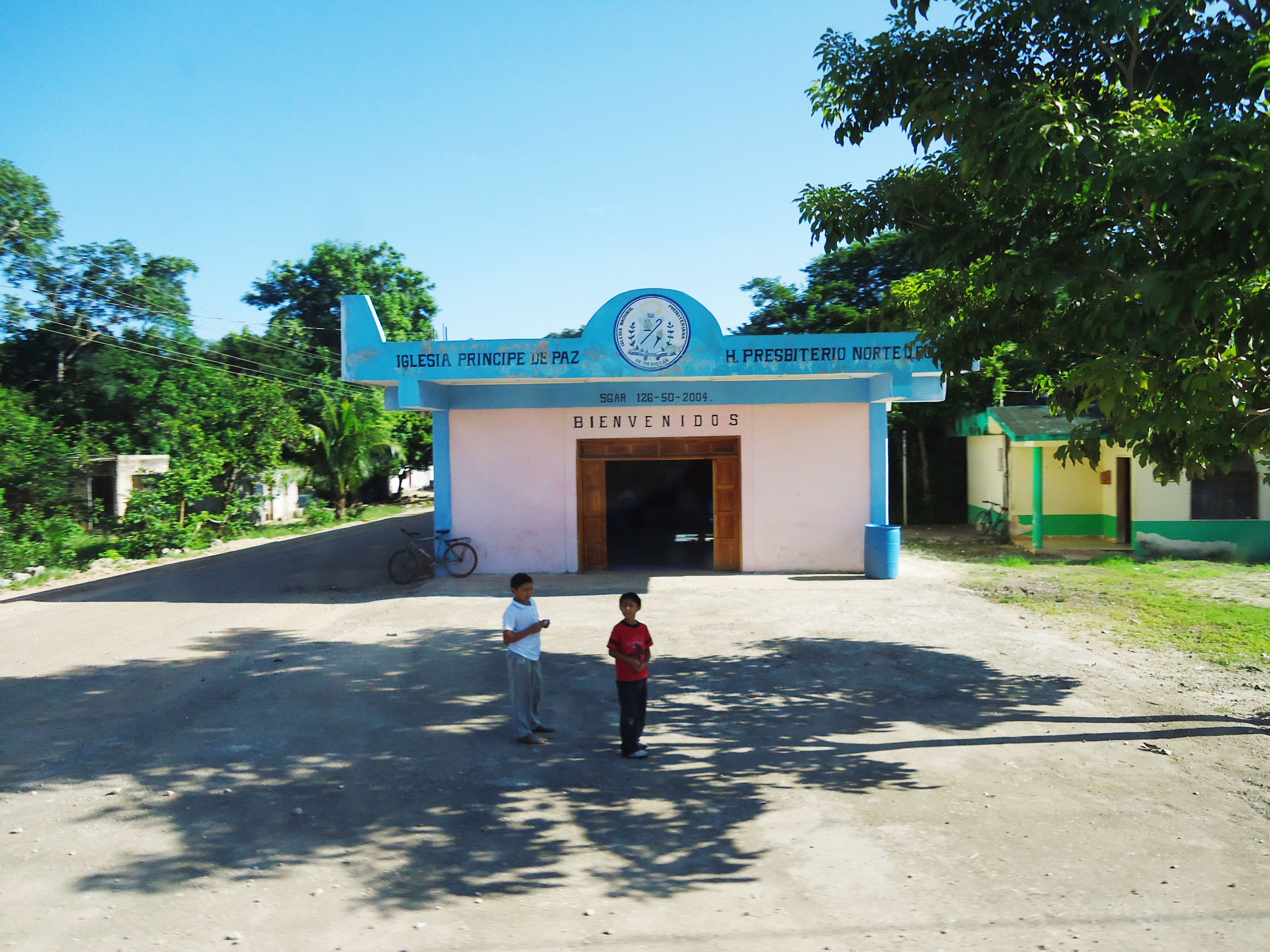
Príncipe de Paz, Esperanza, Quintana Roo
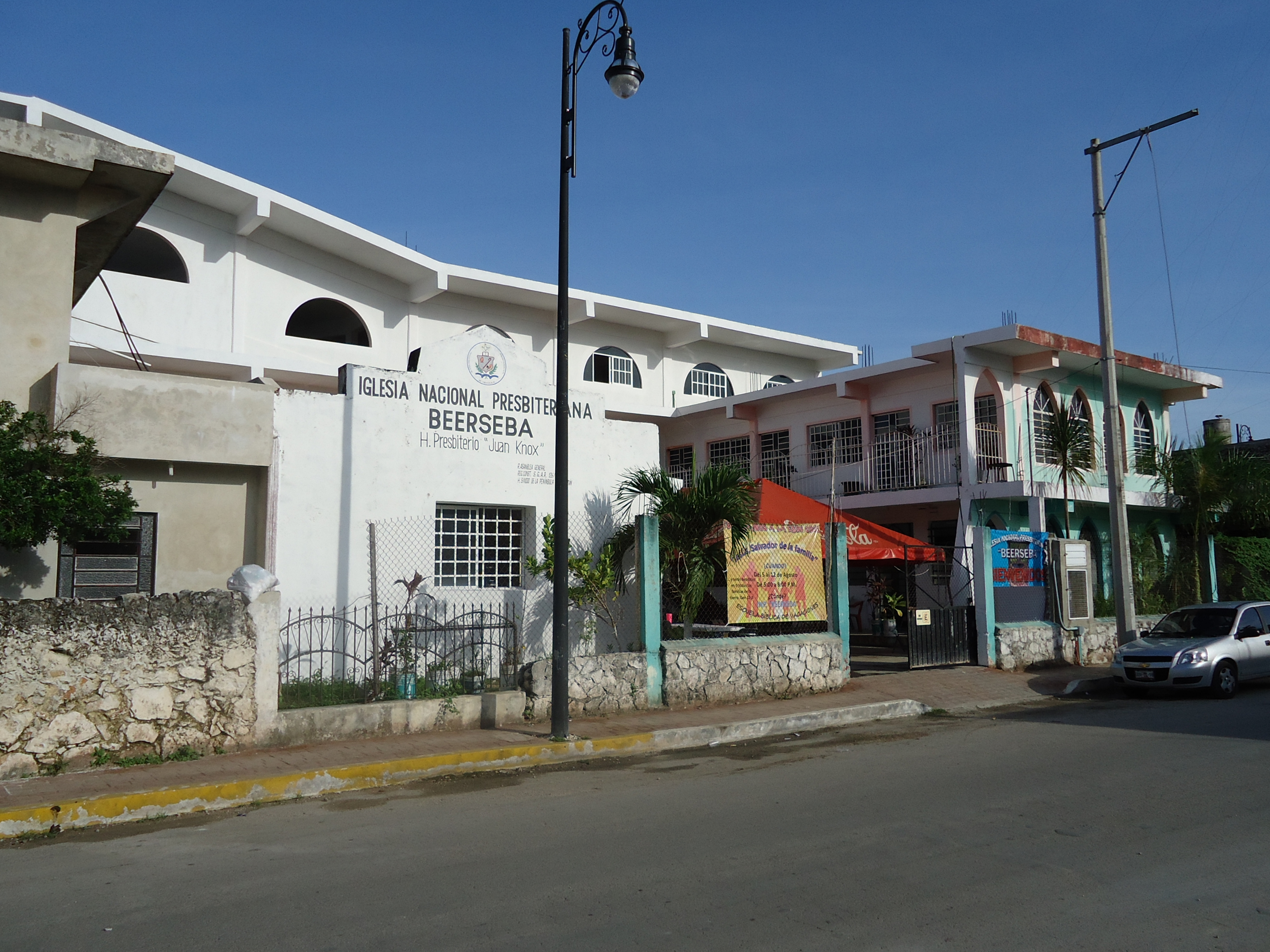
Beerseba, Felipe Carrillo Puerto, Quintana Roo
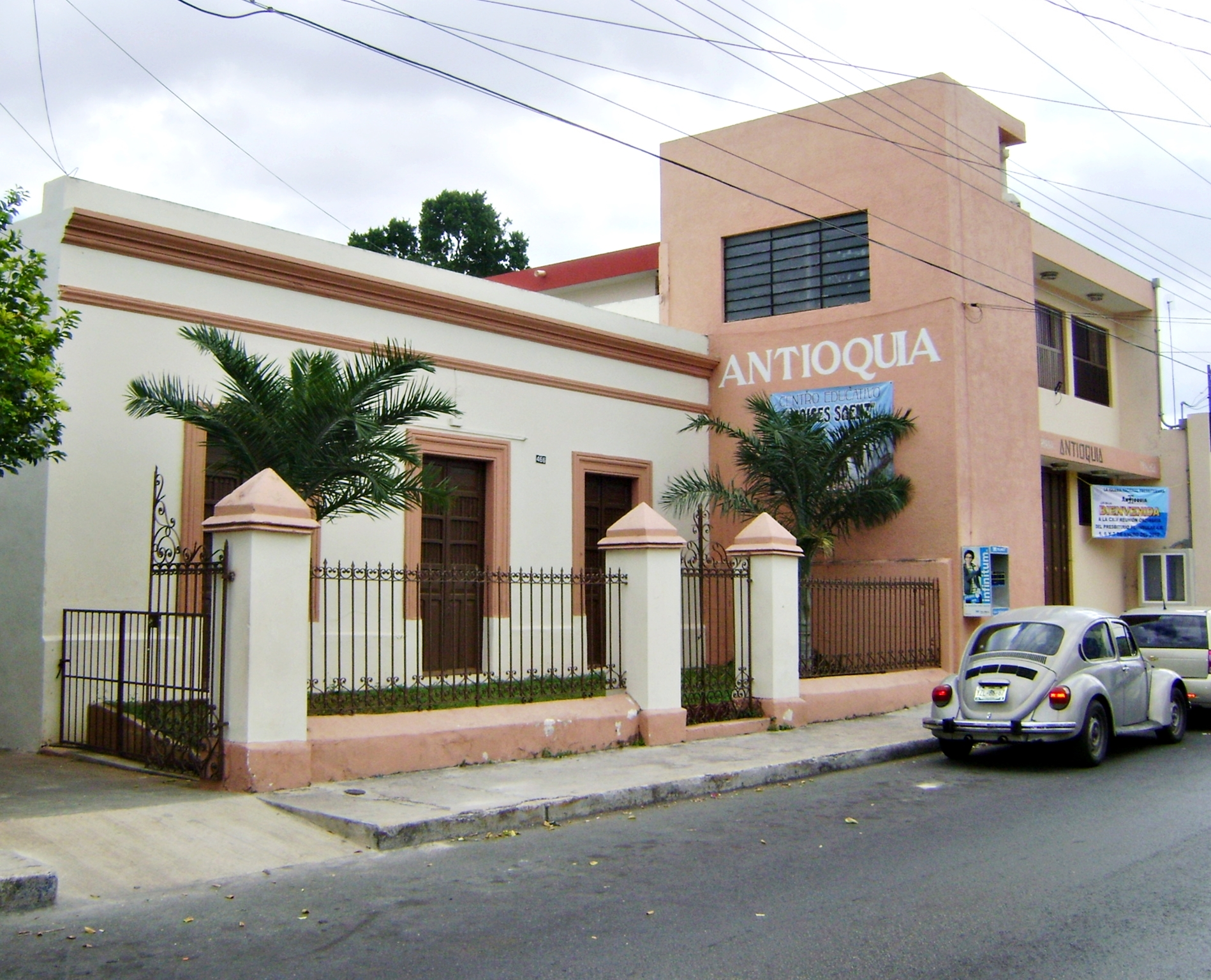
Antioquía, Mérida, Yucatán
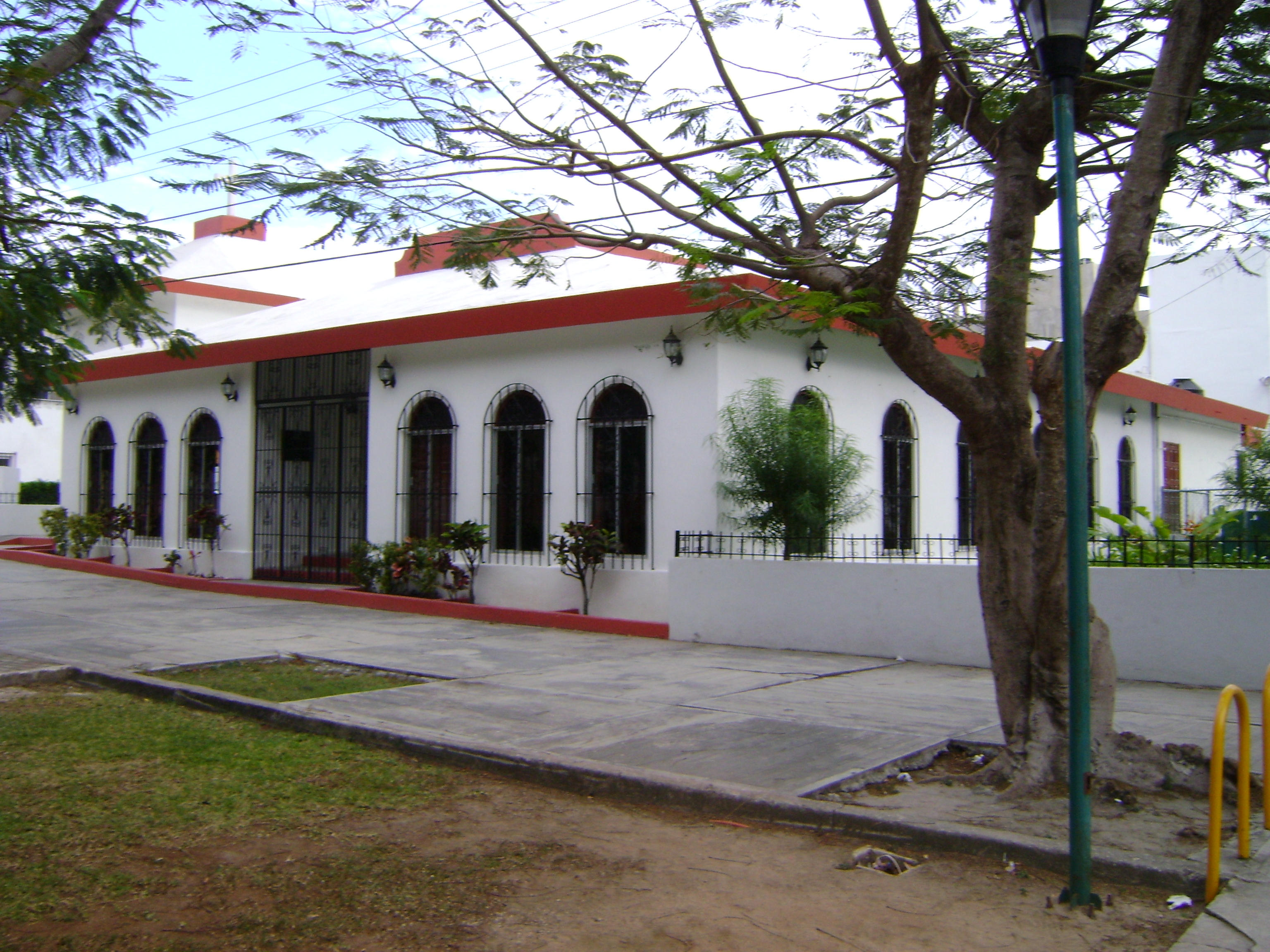
Puerta del Cielo, Cancún, Quintana Roo
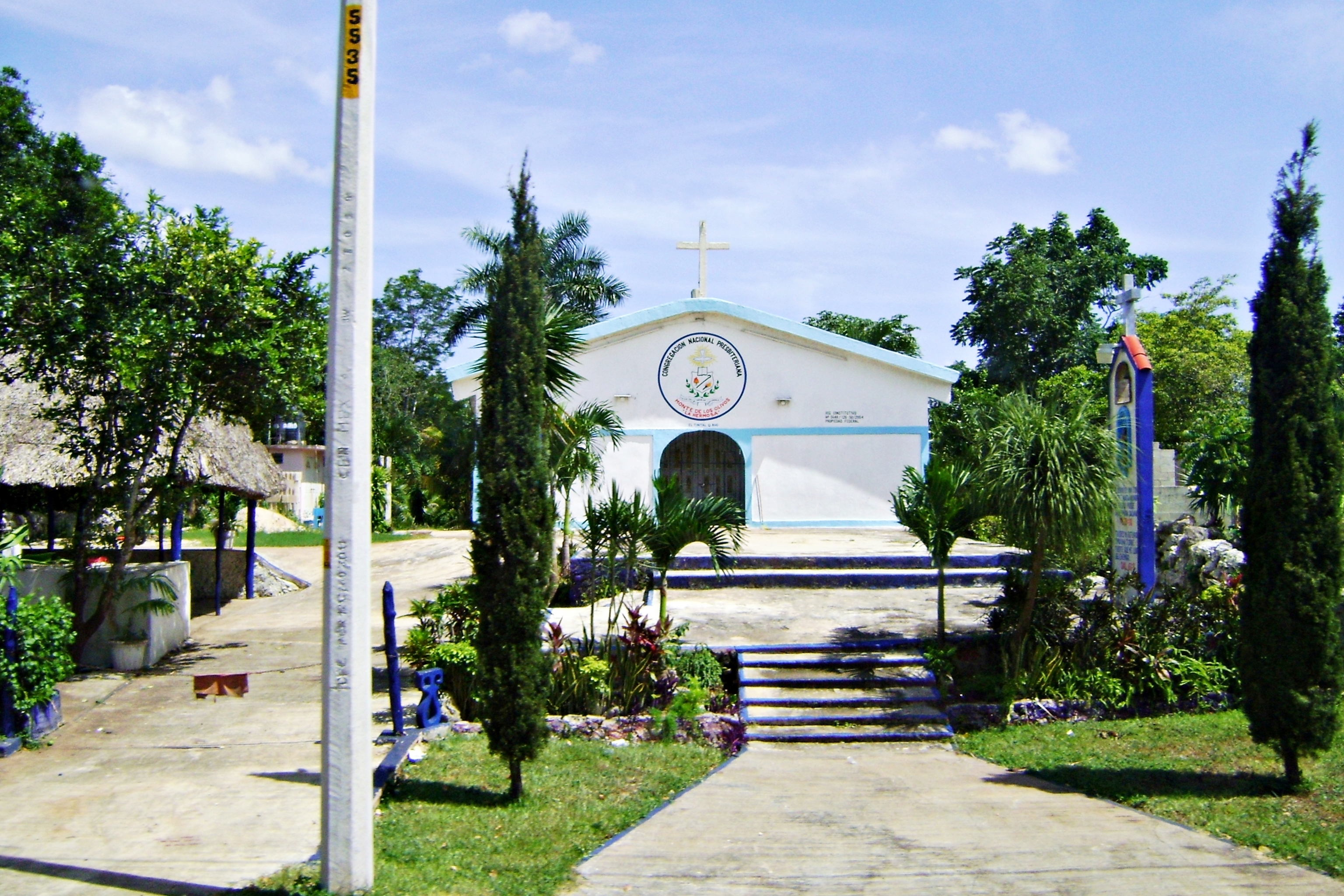
Monte de los Olivos, El Tintal, Quintana Roo
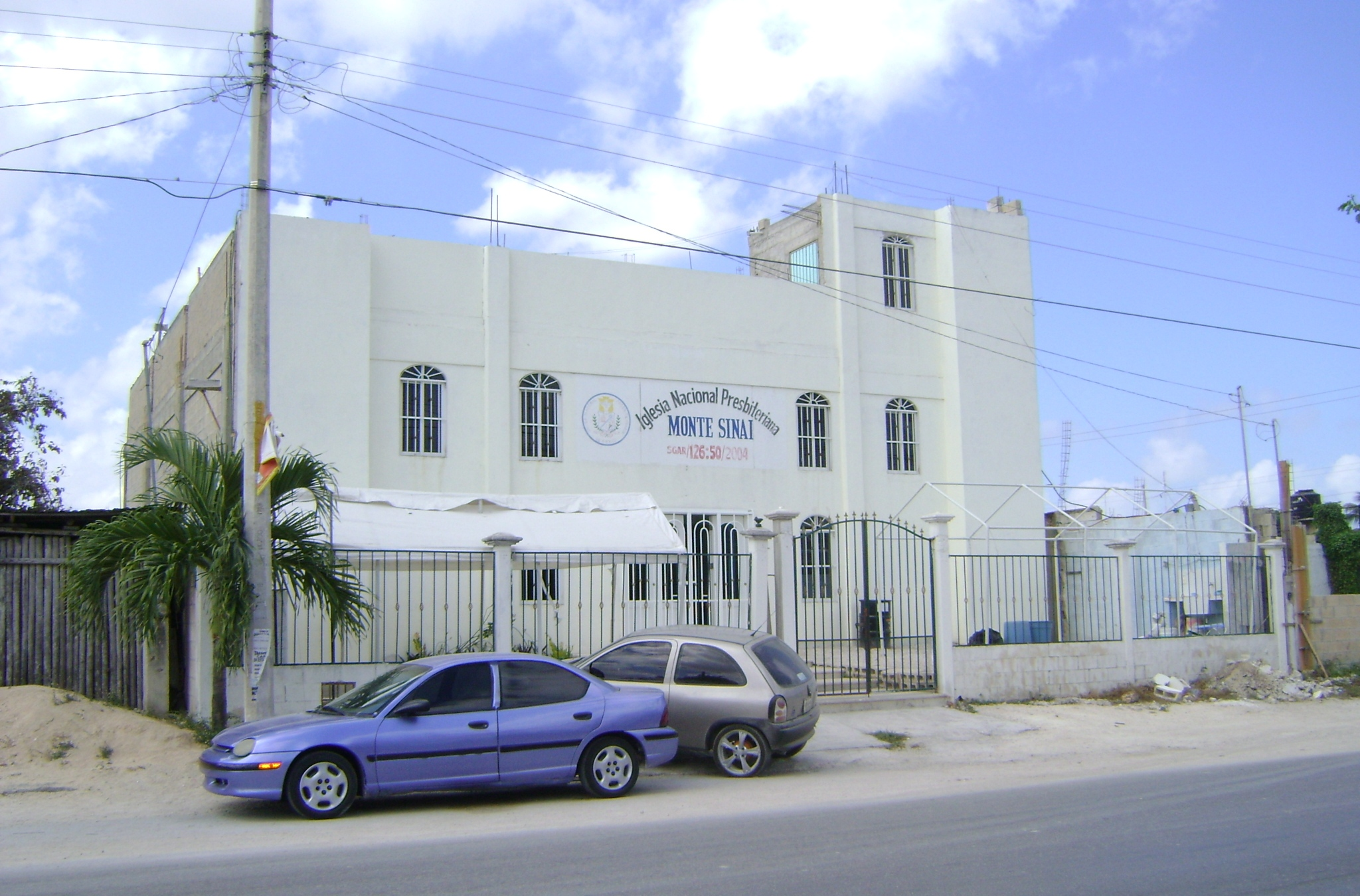
Monte Sinaí, Cancún, Quintana Roo
Interior del templo INP Emmanuel en Aguascalientes.

#### Primeros presbiterios
El primer presbiterio en organizarse fue el Presbiterio de Zacatecas el 21 de mayo de 1883 en esta ciudad. El segundo fue el Presbiterio de Tamaulipas el 21 de abril de 1884. El 12 de mayo de 1885 se organizó el Presbiterio de la Ciudad de México, que fue el tercero, y el 8 de mayo de 1896 se organizó un cuarto llamado Presbiterio del Golfo de México.

#### Sínodo General
El 6 de junio de 1901 se organiza el Sínodo General de la Iglesia Nacional Presbiteriana de México, con los cuatro presbiterios formados en la iglesia El Divino Salvador en la Ciudad de México.
Posteriormente al Plan de Cincinnitti desaparecen los Presbiterios de Zacatecas y Tamaulipas debido a los acuerdos derivados del plan. El 13 de agosto de 1919, surge el Presbiterio Nacional Fronterizo con las iglesias que sobraron de los presbiterios de Zacatecas y de Tamaulipas. El sexto presbiterio se organizó el 22 de junio de 1921 llamado Presbiterio del Sur, el Séptimo fue el Presbiterio del Pacífico el 1.º de enero de 1936.
El 1.º de septiembre de 1941 se desprende del Presbiterio Nacional Fronterizo el Presbiterio del Norte, siendo el octavo en formación. 
El 28 de octubre de 1944 se organizó el segundo sínodo de la iglesia presbiteriana llamada Sínodo del Golfo de México y a partir de 1945 se le llama Primer Sínodo.
El 6 de mayo de 1945 se crea el Presbiterio Peninsular siendo el noveno presbiterio. El 24 de enero de 1947 se organizaron dos presbiterios más, el Presbiterio Nacional Veracruzano y el Presbiterio del Estado de Oaxaca.
A principios de 1947 se creó el Sínodo Nacional del Centro conformado por los presbiterios Nacional Fronterizo, el de la Ciudad de México y Oaxaca. El Sínodo del Golfo de México se conformó con los presbiterios del Golfo de México, el Peninsular y el Nacional Veracruzano y el Primer Sínodo quedó integrado por los presbiterios del Sur, Pacífico y del Norte.

#### La Asamblea General de la INPM
El 28 de noviembre de 1947, en la iglesia El Divino Salvador, ya con los tres sínodos formados y los nueve presbiterios existentes se crea la Asamblea General de la INPM. En 1962 se tomó el acuerdo de que las misiones extranjeras irían disminuyendo sus aportaciones en un 10% anual y en 1972 la iglesia presbiteriana de México sostendría el trabajo. A partir de este año la iglesia pasó a llamarse oficialmente Iglesia Nacional Presbiteriana de México.

#### Avance de la INPM
En 1972, la INPM estaba conformada por una Asamblea General, tres Sínodos y 18 Presbiterios, ya no se dependía de la ayuda en el extranjero. Los presbiterianos crearon un plan llamado Movimiento de Avance Presbiteriano de 1991 a 1997 teniendo el objetivo de aumentar la membresía, oficiales, pastores, misiones y estudiantes. Ya para 1997 se contaba con una Asamblea General, ocho Sínodos y cincuenta Presbiterios.

### Actualidad
Actualmente la INPM está conformada por una Asamblea General, más 3 millones de presbiterianos miembros de alguno de los 6000 templos que están agrupados en 73 presbiterios y estos a su vez en 16 sínodos. Cuenta con cuatro uniones: Unión Nacional de Sociedades Femeniles (cuenta con una Escuela Bíblica Central para Misioneras y un Consejo Editorial), la Unión Nacional de Sociedades de Esfuerzo Cristiano (para jóvenes), la Unión Nacional de Sociedades de Intermedios de Esfuerzo Cristiano y la Unión Nacional de Maestros de Iglesias.
La iglesia presbiteriana es la corriente protestante (entre bautistas y metodistas) más importante de México, tiene un núcleo destacado en Chiapas y hay una gran cantidad de miembros incluyendo indígenas en el sureste, como Tabasco, Yucatán, Campeche, Quintana Roo y Veracruz.

## Creencias
La Iglesia Nacional Presbiteriana de México, A.R. basa sus creencias en la doctrina Reformada Calvinista teniendo diferentes símbolos doctrinales y credos de la iglesia cristiana universal:

### Símbolos Doctrinales
- Confesión de Fe de Westminster
- Catecismo mayor de Westminster
- Catecismo menor de Westminster
- Institución de la religión cristiana
- Segunda Confesión Helvética
- Confesión belga
- Cánones de Dort
- Catecismo de Heidelberg

### Credos cristianos
- Credo de los Apóstoles
- Credo Niceno
- Credo de Atanasiano
- Credo de Calcedonia

### Sacramentos

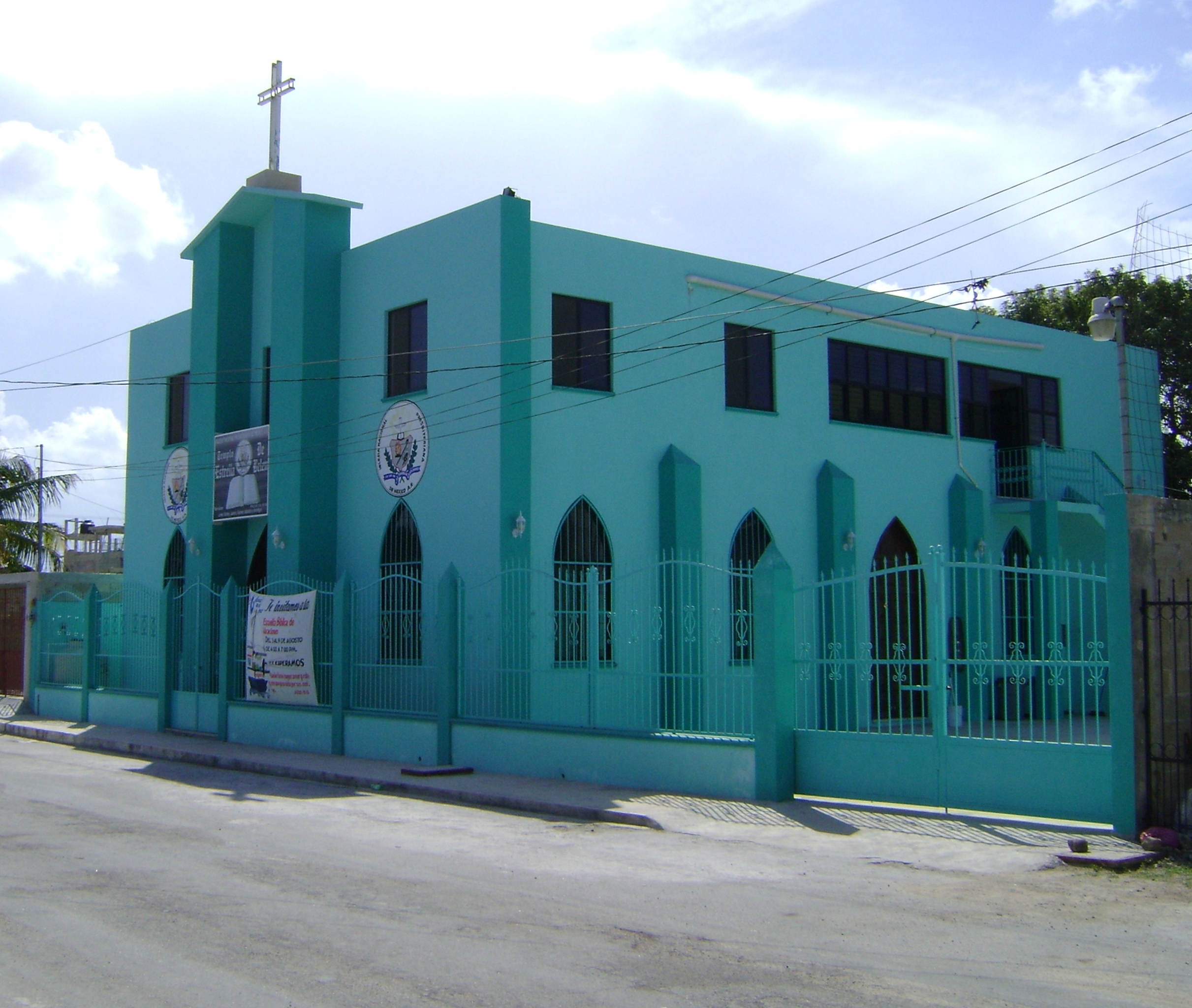
Iglesia Nacional Presbiteriana de México Estrella de Belén, Cancún, México.

Los únicos dos sacramentos que esta iglesia reconoce como instituidos por Jesucristo son los siguientes:
- El Bautismo
- La Santa Cena

### Forma de Gobierno
La Iglesia Nacional Presbiteriana de México tiene un gobierno eclesiástico, es decir gobernado por los presbíteros o ancianos de las iglesias. El gobierno eclesiástico presbiteriano comprende:
1. La Iglesia (comunidad).

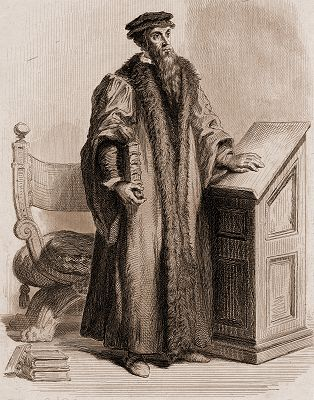
'Juan Calvino, por Eugène Delacroix von Adolphe Wacquez 1866.La INPM basa sus estructura religiosa en la ideología de Juan Calvino.

2. Los miembros (de manera individual).
3. La ordenación.
4. Los oficiales.
5. Los cuerpos.
6. La constitución y la disciplina.
7. El libro de culto y liturgia.
8. Los símbolos doctrinales.

Cada iglesia local puede emitir su derecho al voto por medio de reuniones congregacionales. Las iglesias locales tienen diferentes formas de organización dentro de las mismas y están bajo el cuidado, dirección y autoridad de los consistorios. Estas organizaciones pueden ser:
1. La escuela de formación cristiana (Escuela Dominical).
2. Las sociedades femeniles.
3. Las sociedades de Esfuerzo Cristiano, Infantiles, Intermedias y Juveniles.
4. Y otras que se consideren necesarias en la iglesia local.

- Oficiales de la Iglesia

Los oficiales de la iglesia son de acuerdo con esta institución:
1. Los ministros de la palabra de Dios y de los sacramentos. Son llamados coloquialmente pastores.
2. Los ancianos de la iglesia.
3. Los diáconos.

- Consistorio

El Consistorio es el grupo formado por los ancianos (mínimo de tres) y el pastor de la iglesia local. Es el primer órgano de gobierno de la iglesia presbiteriana y tiene autoridad sobre la misma y su campo ministerial entre los cuales se encuentran las congregaciones, misiones e instituciones de servicios.
- Presbiterio

El Presbiterio es el segundo cuerpo de gobierno de la iglesia presbiteriana de México, en orden ascendente; y tiene una función central buscando relacionar internamente a las demás iglesias.. Un presbiterio se compone de todos los ministros y un anciano propietario así como su respectivo suplente de cada iglesia dentro de cierta jurisdicción ya determinada, siempre y cuando el número de ministros como el de iglesias no sea menor de cinco.
- Sínodo

El Sínodo es uno de los cuerpos mayores en el sistema presbiterianismo y representa a la Iglesia y particularmente a la Asamblea General dentro de una jurisdicción regional; es el tercer cuerpo de gobierno de la iglesia presbiteriana en orden ascendente. Este órgano coordina, interrelaciones y apela en asuntos de disciplina; sirve de enlace entre la Asamblea General y los presbiterios. El sínodo se compone de un mínimo de tres presbiterios debidamente constituidos y abarca una amplia región geográfica bajo su responsabilidad y cuidado.
- Asamblea General

La Iglesia Nacional Presbiteriana de México, A.R. es dirigida y regida por medio del cuerpo de gobierno de más alto rango y oficialmente se denomina "Respetable(R) Asamblea General de la Iglesia Nacional Presbiteriana de México, A.R.". Es el último y cuarto cuerpo de gobierno permanente de la iglesia (de manera ascendente) y representa a todas las iglesias locales, congregaciones, misiones, cuerpos eclesiásticos, instituciones de servicio, y organizaciones, pertenecientes a la iglesia en todo el país ejerciendo jurisdicción sobre todos los cuerpos de gobierno que la integran. La R. Asamblea General tiene una mesa directiva, la cual está integrada por: Un Presidente. un Vicepresidente, un Secretario y un Tesorero.

### Escudo y sello oficial
La Iglesia Nacional Presbiteriana de México, A. R. elaboró su propio escudo y sello oficial, el cual puede ser descrito de la sieguiente:
1. En el centro una coraza protectora que incluye los siguientes símbolos: una zarza ardiente que significa la supervivencia e in destrucción de la iglesia a través de los siglos.
2. En la parte inferior, una antorcha encendida que representa la fe cristiana; a su vez está rodeada por 7 estrellas reveladas en el Apocalipsis y que implica que la iglesia es universal a través del tiempo y espacio, sostenida por una llama incandescente de una fe verdadera puesta en el único Dios verdadero.
3. Al centro una coraza protectora, dentro de la cual se ubican los símbolos siguientes: En la parte superior izquierda, el emblema de la zarza ardiente, que significa la supervivencia e indestructibilidad de la Iglesia a través de los siglos.
4. En el centro y de forma diagonal, ( de derecha a izquierda), el cayado del pastor, que significa la guía de Jesús, el Buen Pastor así como todos aquellos ministros llamados a dirigir el rebaño sagrado.
5. En la parte inferior, inmediatamente después de la coraza protectora, a la izquierda una rama de laurel que simboliza la vida victoriosa de la iglesia y a la derecha una rama de olivo, que significan una vida de paz, unidad, armonía y perpetuidad de la iglesia.
6. Debajo de las ramas de laurel y de olivo, dentro de una franja de tres ondulaciones, el lema oficial de la iglesia: "La luz en las tinieblas resplandece" en mayúsculas y basado en el Evangelio de Juan 1:5
7. Alrededor, el nombre de la iglesia oficial: Iglesia Nacional Presbiteriana de México, A.R. formando un círculo y en mayúsculas.
8. En la parte superior de la coraza protectora, en medio de su línea superior, una Biblia abierta que representa la centralidad de la palabra de Dios y reconocida por la iglesia universal como la autoridad en fe y práctica.
9. Como una coronación del escudo, la paloma descendente con sus alas extendidas, rodeada de rayos de luz, que significa la presencia del Espíritu Santo de manera permanente y quien da vida y energía a la iglesia para cumplir su misión.
10. Todos estos símbolos enmarcados en un círculo color azul rey.
11. Enmarcando todos estos símbolos en un círculo perfecto de azul rey.

### Bandera
La Iglesia Nacional Presbiteriana de México, A.R. utiliza la bandera cristiana en sus iglesias, sin embargo a pesar de las similitudes se modifica en algunas formas: Tiene una base en forma rectangular que es cruzada por una línea diagonal que comienza en el ángulo superior izquierdo y termina en el inferior derecho, formando así dos triángulos que complementan el rectángulo. El triángulo superior es de color azul celeste y el inferior blanco. Sobre la parte azul, lleva una cruz de color rojo en forma alargada, cuyo cuerpo vertical es mayor que el horizontal. Esta cruz está en el centro de la parte azul. En la parte de color blanco, lleva en el centro el escudo de la Iglesia Nacional Presbiteriana de México. A.R. Los colores de la bandera significan:
1. El color azul significa, que la Iglesia está bajo el dominio, soberanía y reino de Dios.
2. El color blanco significa el nuevo ser espiritual del hombre cuando cree en la salvación por Cristo Jesús, así como su transformación.
3. La cruz de color rojo, simboliza la obra redentora de Jesucristo, como la máxima expresión del amor de Dios.

La bandera se coloca en las plataformas o presbiterios de los templos, junto con la bandera nacional mexicana colocándose la nacional al lado derecho y la presbiteriana al lado izquierdo, considerando al púlpito frente a la congregación. Asimismo, las dos banderas se encuentran colocadas en sus respectivos asta banderas de manera vertical.

### Himno oficial
El himno oficial de la Iglesia Nacional Presbiteriana de México, A.R. es “Soberano Señor de los Mundos” cuyos autores son: Félix Gómez (música) y Abraham Fernández (letra).

### Instituciones de Servicio
La Iglesia Nacional Presbiteriana de México, A. R., sostiene y apoya instituciones de servicio que ayuda al avance de la iglesia por lo que es propietaria de organismos seculares incluyendo los bienes inmuebles tales como:
1. Seminario Teológico Presbiteriano de México, A.R.
2. Publicaciones El Faro, S. A. De C. V.
3. Escuela Bíblica Central para Misioneras A.C
4. Sociedad Educativa Juárez, A. C. (Instituto Juárez de Coyoacán)
5. Colegio Americano A.C. en Mérida, Yucatán.
6. Sanatorio La Luz, de Morelia, Michoacán,
7. Hospital de la Amistad de Ometepec, Guerrero.
8. Educadora Mexicana, S.C.
9. Seminario Teológico Presbiteriano de México, A.R. " San Pablo " en Mérida, Yucatán
10. Seminario Teológico Presbiteriano del Sureste, A.R. Nacajuca, Tabasco
11. Seminario Teológico Presbiteriano en Baja California (Coreano).
12. Seminario Teologico Presbiteriano "CASA" Margaritas, Chiapas

### Publicaciones oficiales
La INPM tiene una casa editora oficial Publicaciones El Faro, S.A. de C.V. el cual edita libros para la comunidad presbiteriana y el Himnario Evangélico Presbiteriano Solo a Dios la Gloria.

### Relaciones con otros organismos
La Iglesia Nacional Presbiteriana de México, A. R. mantiene buenas relaciones tanto oficiales como fraternales con algunas organizaciones internacionales, nacionales y regionales dentro de la comunidad Reformada, como son:
- Alianza Reformada Mundial (A.R.M.)
- Confraternidad Latinoamericana de Iglesias Reformadas, C.L.I.R.
- Iglesia Reformada de América (R.C.A.)
- Iglesia Presbiteriana de América (P.C.A.)
- Iglesia Cristiana Reformada (C.R.C.)

Cabe mencionar que en agosto de 2011, la INPM rompió su relación oficial con la Iglesia Presbiteriana de los Estados Unidos de América (P.C.U.S.A.) por haber aprobado la ordenación de mujeres y ministros homosexuales en sus iglesias.
Por otra parte, también la Iglesia Nacional Presbiteriana de México A. R. mantiene relaciones fraternales con otras organizaciones evangélicas e interdenominacionales tales como:
- Sociedad Bíblica de México, A.R.
- Confederación Nacional Evangélica de México (CONEMEX)
- Comité Nacional Evangélico de Defensa.
- Visión Mundial A.C.
- ALFALIT.
- VELA.
- CLAI

### Persecución de presbiterianos en México

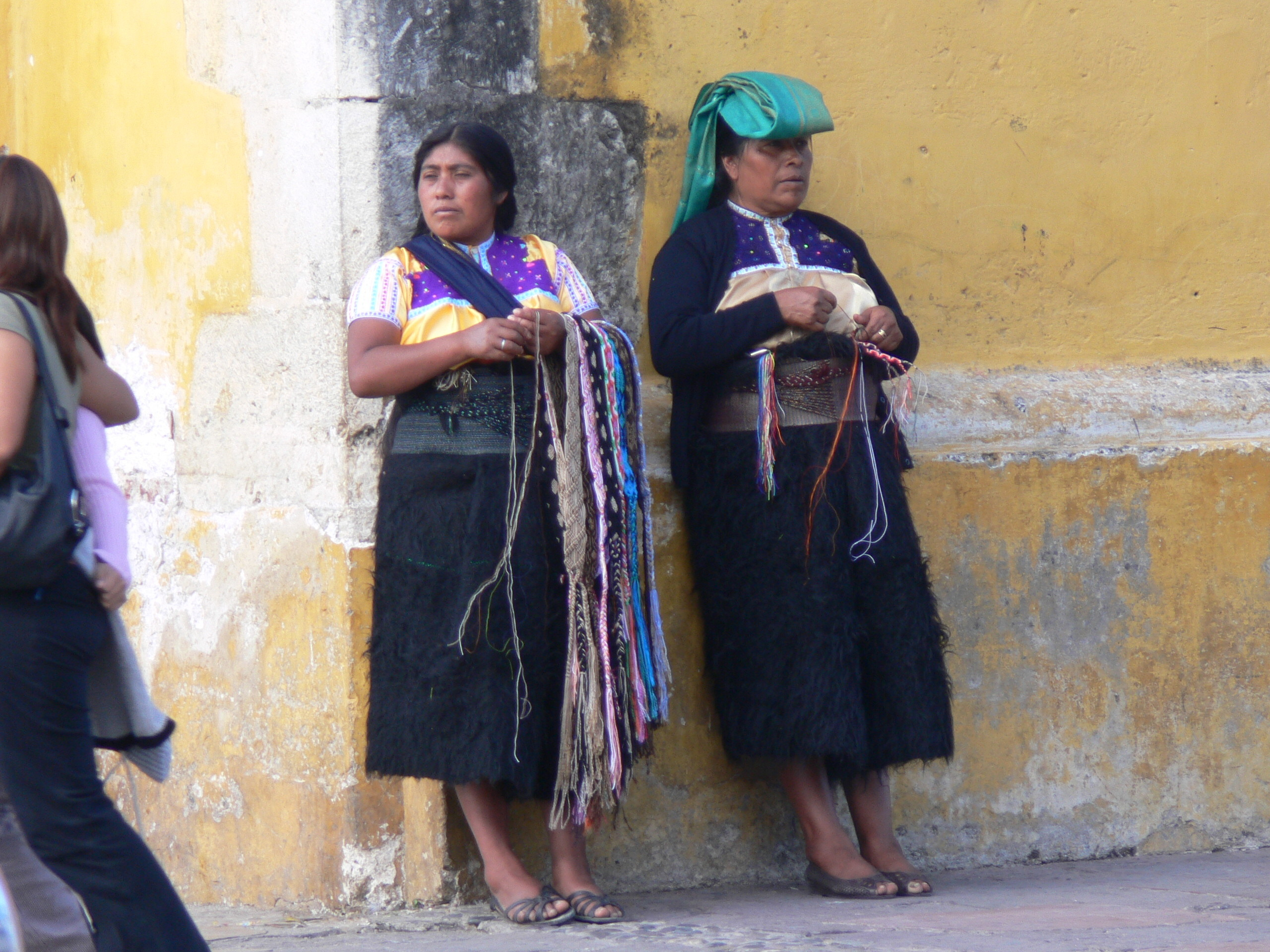
Mujeres tzotziles de San Cristóbal de las Casas. Chiapas es uno de los estados de México que tiene muchos miembros de la INPM, sin embargo, es también uno de los principales que tiene un alto de grado de intolerancia religiosa.

Los presbiterianos de San Juan Chamula de Chiapas comenzaron a ser perseguidos debido a que la iglesia católica era muy estricta y cuando los Tzotziles se convirtieron a la fe evangélica los corrieron de sus pueblos. Los caciques chiapanecos usaban el fervor religioso para evitar que las ganancias de las fiestas patronales desaparecieran dominando así al pueblo. En San Cristóbal de las Casas, miles de presbiterianos y pentecostales se encuentran refugiados sin tener la defensa del gobierno pues los caciques estaban respaldados por el PRI. De igual manera los tojolabales de Chiapas corrieron a muchos evangélicos.
Algunas de las principales agresiones generadas por conflictos religiosos en Chiapas a evangélicos y presbiterianos son:
1. Amenaza de quema de templos.
2. Prohibición de uso de servicios públicos.
3. Amenaza por filiación de política religiosa.
4. Toma de bienes públicos.
5. Amenaza de agresión física.
6. Agresión por filiación política.
7. Impedir construcción de templos.
8. Destrucción de templos.
9. Homicidios.
10. Prohibición de asistencia a clases.
11. Secuestro.
12. Cierre de templos.
13. Destrucción de bienes.
14. Encarcelamiento.
15. Detención.
16. Amenaza de expulsión.
17. Agresión física.
18. Expulsión.

## Cismas de la Iglesia Nacional Presbiteriana de México, A.R.

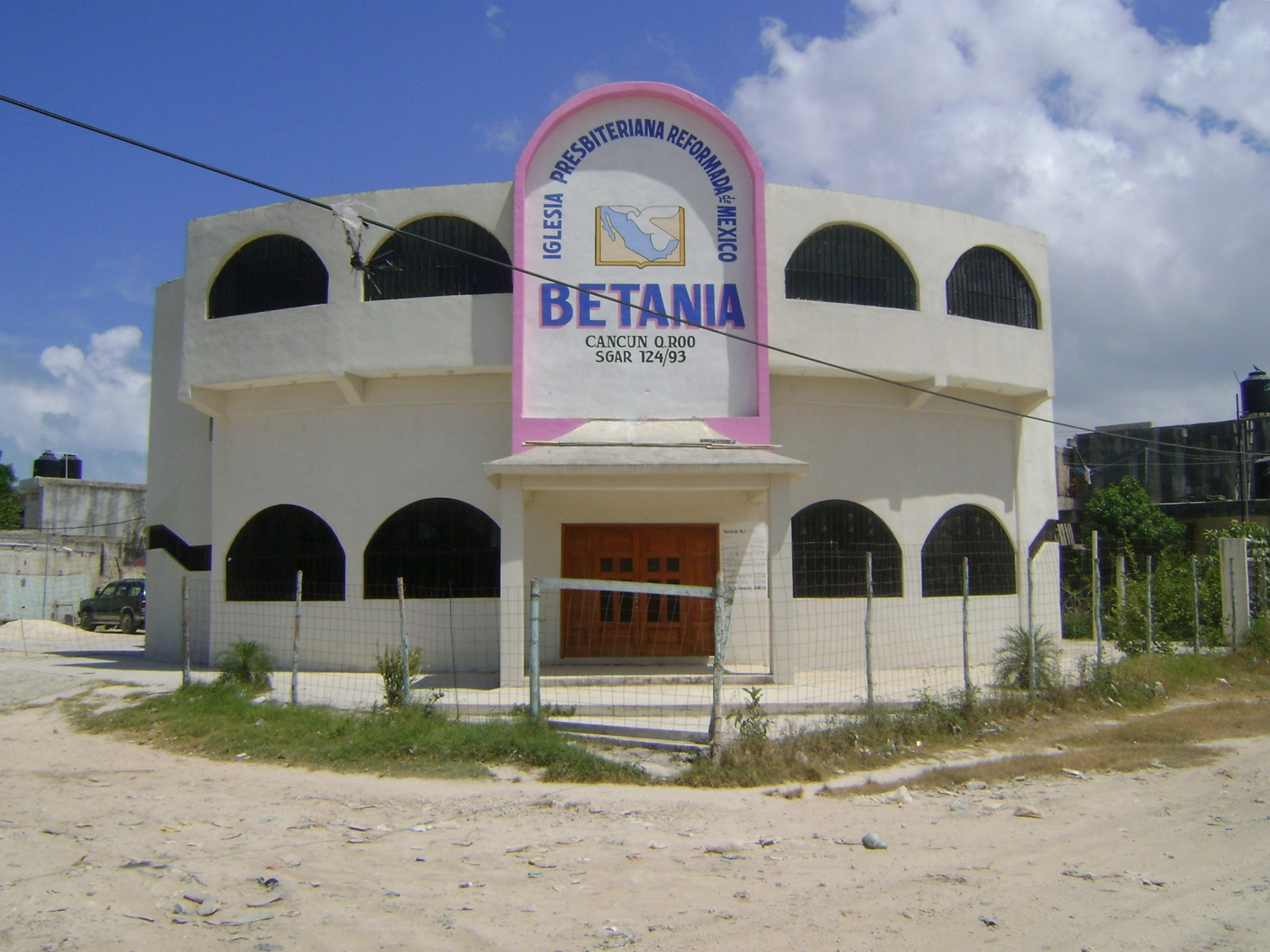
Congregación Betania de la Iglesia Presbiteriana Reformada de México, A.R. esta es una de las principales denominaciones que fueron resultado de algunos cismas de la INPM.

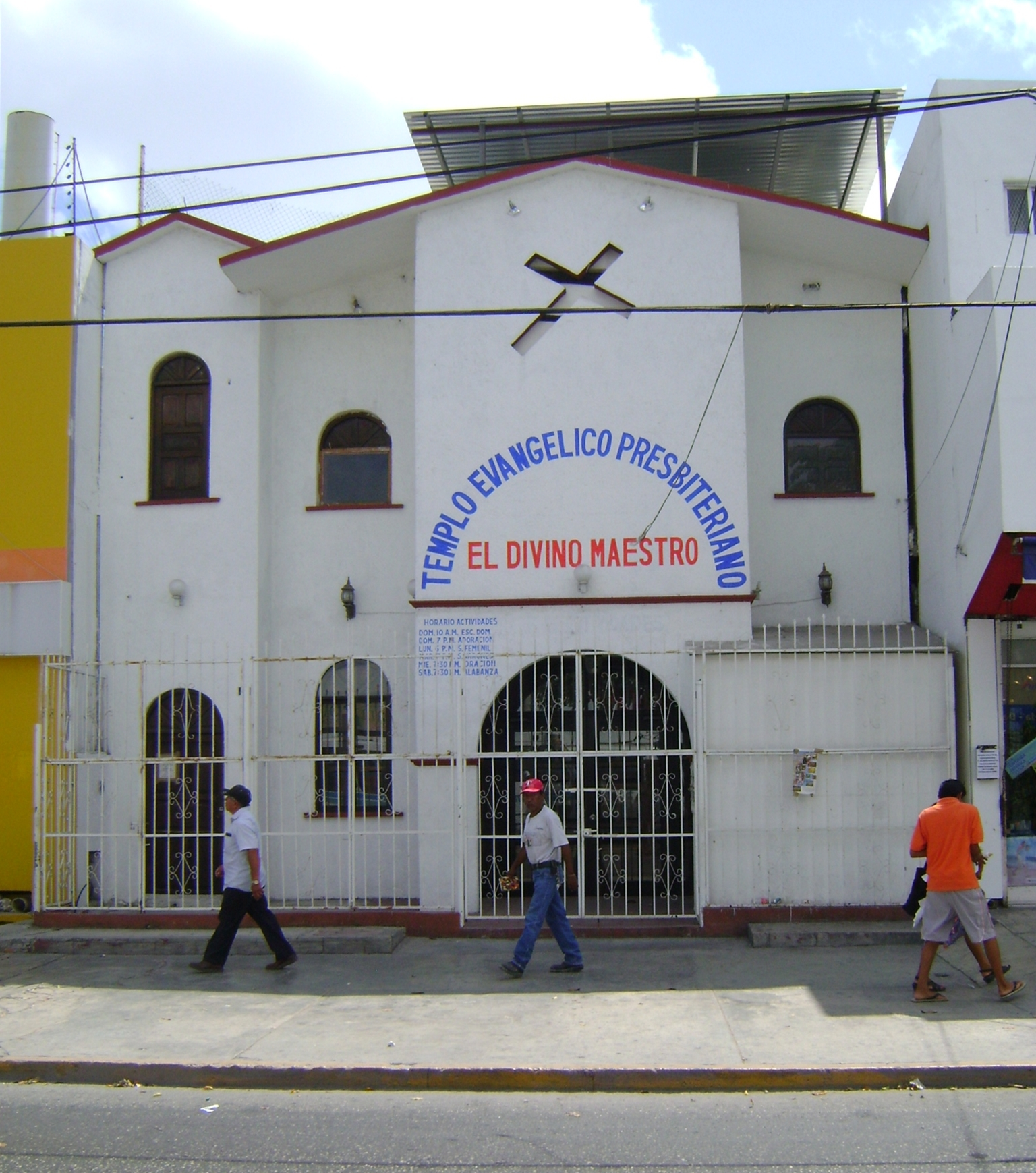
Iglesia Presbiteriana El Divino Maestro de Cancún. Esta iglesia es la primera iglesia presbiteriana y protestante fundada en Cancún en 1972. Fue una misión de la INPM y que por diversos motivos se separó fundando su propia denominación llamada Alianza de Iglesias Presbiterianas El Divino Maestro de Cancún, A.R..

La Iglesia Nacional Presbiteriana de México, A.R. a lo largo de su historia ha tenido diversas divisiones ya sea por el ámbito organizacional, estructura o liturgia, a continuación se mencionan las principales denominaciones que salieron de ella:
- Iglesia Presbiteriana Independiente de México, A.R.
- Iglesia Presbiteriana Reformada de México, A.R.
- Iglesia Nacional Presbiteriana Conservadora de México, A.R.
- Iglesia Presbiteriana Renovada en la República Mexicana, A.R.: Esta denominación es el resultado de una iglesia presbiteriana que adoptó características pentecostales pasando a ser una iglesia carismática, pues no deja de creer en su doctrina histórica, sino que únicamente se renuevan. La expresión renovada alude a una transformación ritual muy marcada con respecto a la INPM surgida en una división en 1993. Posteriormente entre 1999 y 2000 hubo otra separación, levantando una iglesia llamada Shalom y creando la Iglesia Presbiteriana Renovada. La iglesia adopta la liturgia pentecostal y las creencias del avivamiento, el bautismo en el Espíritu Santo, el aplaudir, levantar las manos, usar instrumentos musicales electrónicos, pandero, danza y ministerios de sanidad sin perder ni la estructura ni doctrina presbiteriana.[8]